# مؤسسة اضطراب الوسواس القهري الدولية
مُؤَسَسَة اضطراب الوِسْواس القَهْري الدّولية هي مُنظمة غير رِبحية «تَهدف إلى مساعدة كل مَنْ يعاني من الوِسْواس القهري (OCD) والاضطرابات الأخرى المُرتبطة به؛ ليعيش حياةً كاملةً ومُنْتجة».

## تاريخ ولمحة عامة
إنّ أفضل التّقديرات والإحصائياتُ تُشير إلى أنّ حوالي 1 من كل 100 شخص بالغ – أو ما بين 2 - 3 مليون من البالغين في الولايات المتحدة – يُعانون حالياً من اضطراب الوِسْواس القَهْري. وهناك أيضاً واحد على الاقل مِن كل 200- 500 ألف من الأطفال والمراهقين يعاني من الوِسْواس القَهْري، وهذا يَعني أن أربعة أو خمسة أطفال مصابين بالوِسْواس القَهْري من المُرَجَح أنْ يكونوا مُسَجلين في مَدْرسة ابتدائيةٍ متوسطةِ الحجم، وبالتالي فإنّه في أَيّ مدرسة ثانوية متوسطة إلى كبيرة الحجم، يُمكن أن يكون هناك 20 طالبا  يكافحون التحديات الناجمة عن الوِسْواس القَهْري.
في عام 1986، أُنشِئَت مؤسسة الوِسْواس القَهْري الدّولية – كانت التّسمية في الاصل مؤسسة الوِسْواس القَهْري - بواسطة مَجْموعة صَغيرة ومُتفانيّة من الأفراد الذين يُعانون من الوِسْواس القَهْري، وكانوا جميعًا مُشاركين في دراساتٍ بحثية في مركز كونيتيكت للصحة العقلية في كونيتيكت في نيو هافن، الباحثُ الرئيسي في هذه الدراسات كان يُدعى واين غودمانWayne Goodman، وهو حاصل على درجة الدكتوراه في الطب النفسي، وكان طبيباً مُبتدِئاً حينما بدأ برنامج الوِسْواس القَهْري في كلية الطب بجامعة ييل أثناء تدريبه في الإقامة هناك، كما أنّ جمع أعضاء الفريق معاً كانت فِكرَتهُ أيضاً.
كانت الخٌطة في الأصل مُجَرَد َتشْكيل مَجموعة ذاتِيّة المُساعدة، ولكنْ بِمجرد أنْ اجتمع الفريق أَدْركوا أنّ هناك الكثير من العمل الذي يَتَعين القيامُ به للقضاء على الوِسْواس القَهْري. لِذا في نوفمبر 1986، بدأوا العمَلَ في المؤسسة بطريقة تُساهم في نَشر المَعرفة وإِعْلام النّاس باضطراب الوِسْواس القَهْري وعلاجه، وكانت هذه هي المَرة الأولى بالنسبة للكثير من أعضاء الفريق التّي يَجِدون فيها بَعض من الراحة تجاه الوِسْواس القَهْري، ويُقابلون فيها أشخاصاً اخرين يعانون نفس الاضطراب، وقدْ ألهمهم العملُ كفريقٍ معًا لِلْبدء بمساعدة الاخرين الذين يعانون من الوِسْواس القَهْري.
قبْل أَول اجتماع لِلفريق، أرْسلَ بَعْضُ الأعضاء رسالةً إلى المجلة الإخبارية التّليفزيونية الأمريكية "20/20"، يَصفون فيها الوِسْواس القَهْري ويَقْترحون عليهم أنْ يقوموا بالحديث عنه في القناة. وبمجرد أنْ تَوَحدت المجموعة في عام 1986، قاموا بصياغة كُتَيب يَشْرح عن الوِسْواس القَهْري بمساعدة الدكتور غودمان، ووضعوا ملاحظات تُبِين مواقع الإثني وعشرين مكاناً في جميع أنحاء البلاد، والتي تُجْرى فيها التّجارب على العلاج.
في مارس من عام 1987، ظَهَر جون ستويسيل في برنامج على المجلة الاخبارية " 20/20 " مع د.غودمان، ومع أََحَد مرضاه وأحد المؤسسين للمؤسسة، كان التّفاعل مع الحلقة فوريًا وساحقًا. فَتَحَ البرنامج التلفزيوني الشّبكي البابّ أمام آلافِ الأَشخاص للتَقدم وَوَضْع اسمٍ على مرضهم. تم إغراق هذه المجموعة الصغيرة من المُؤسسين بـ 20000 اسْتفسار في الأيام التي تَلَتْ الحلقة الاخبارية. في حين أنّهم أدْركوا حاجتهم الخاصة للدعم وللمزيد من المعلومات، إلا أنّهم لم يكونوا مستعدين للحاجة الهائلة في جميع أنحاء البلاد. اسْتُخْدِمَ صندوق بريد، ومنحة صغيرة للمكالمات الهاتفية البعيدة والاجتماعات الأسبوعية للرد على جميع الاستفسارات، ولمطابقة المَرْضى مَعْ الإثني وَعشرين موقعًا للتجارب السريرية في جميع أنحاء البلاد.
خِلال العام ذاتِه، تَمّ إضفاءُ الطّابع الرّسمي على مؤسسة الوِسْواس القَهْري - التّي أَصبحت الآن مؤسسة الوِسْواس القَهْري الدّولية - كَشركة غَيْر رِبحية، وبدأت المجموعة في إرسال عناوين الإثني وعشرين موقعًا التي بقدم فيها العلاج، كما نُشِرَ كتيبها الجديد والرؤية للمؤسسة التي تحمل تؤكد بضرورة توعية الناس باضطراب الوِسْواس القَهْري  وعلاجاته المحتملة. وقد نُظِمَ مجلس استشاري عِلمي، مُؤَلَفْ من باحثين ومقدمين علاج من مواقع التجارب السريرية، وقادَهُ الدكتورغودمان.
وَبِحلول عام 1988، كانَت المُؤسسة على استعدادٍ لتقديمِ المعلومات إلى مُجْتمع العِلاج النفسي، كما أَنْشأ أَعضاءُ مَجْلس الإدارة كشكًا للمعلومات، وحَضَروا الاجتماع السّنوي للجمعية الأمريكية للطب النفسي. وحَضَر المؤسسون اجتماعات واتفاقيات أخرى، وأدركوا الحاجَةَ إلى توفير المَعْلومات لَيس فقط للأشخاص الذين يَتَلقون العلاج، ولكن أيضا لمجتمع الصحة العقلية حتى يكون العلاج مناسباً ومتاحاً.
وفي عام 1989، عَيَنت المُؤسسة أول مُوَظفيها الذين يَتقاضون أجوراً، وكان التّمويل يأتي أولاً من شَرِكات الأدوية، ولكنّ العُضوية نَمَت بسرعة وعملت على توفير صناديق التشغيل وبناء شبكة وطنية. قَدَمت المؤسسة توجيهات بشأن إنشاء مَجموعات لدعم مرضى الوِسْواس القَهْري، وتَمّ إنشاء 52 منها في جميع أنحاء البلد.وقد سَهّل وُضوح رؤية الأَعضاء المُؤَسسين عُمْق واتِساع نُمو المؤسسة، ففي غضون عقد من الزمن أنشأت المُؤسسة معاهد تدريب العلاج السلوكي التي تُدَرب المعالجين في جميع أنحاء البلاد، وتُقدم جوائز للبحوث واللدراسات التي تُجرى حول الوِسْواس القَهْري، وتُنَظِم مؤتمر سَنوي، وُتَقدم المَنْشورات وأشرطة الفيديو، والمواد التّعليمية الشاملة حول الوِسْواس القَهْري لدى الأطفال للمعلمين، كما انشأت موقعاً على شبكة الإنترنت وجريدتين اخبارتين مَرَتين شهرياً.

## أنشطة حالية
في عام 2007، صَوَتَ مَجْلس الإدارة لِنَقل المُؤسسة من كونيتيكت في نيوهافن إلى بوسطن، ماساتشوستس. مع تسليم كامل للموظفين، وهذا يُمثل تحولاً كبيراً للمنظمة التي يزيد عمرها عن 20 عاما. واليوم، تضم المؤسسة 12 فرداً يعملون في مَجْلس الإدارة، و9 موظفين مُتفرغين، و47 عُضواً في المَجلس الاستشاري العِلمي، و22 منتسباً، و6000 عضو/داعم مالي، و32 عضواً مؤسسياً، وميزانية تشغيلية قدرها مليون دولار. يَأتي تَمْويل برامج المُؤسَسَة من الّتبرعات ورسوم العضوية والمنح. لَمْ تَعُدْ المؤسسة تقبل الأموال من شركات الأدوية أو من شركات الطب الحيوي.
   إنّ مُهمة المُنظمة عند تَأسيسها هي نَفسها كما هي اليوم: التّعليم، والتّوعية، والتّدريب، والوصول إلى المَوارد والبُحوث. في عام 2009، استأجرت المنظمة شركة Teak Media للمُساعدة في تَعزيز الوَعي حول الوِسْواس القَهْري والعلاجات الفعّالة. وأسفر التعاون بين المنظمة وهذه الشركة عن قرابة 100 زيارة إعلامية في الصحف، وعلى الإنترنت، وفي المجلات، كما تم عرضها على شبكة نايت لاين وسي إن إن. شركة Teak استطاعت بانتظام الوصول إلى مكتب المتحدثين في المنظمة.يشمل أعضاء مَكتب المُتحدثين الأَشْخاص الذين يُعانون من الوِسْواس القًهْري، والذين يفهمون بشكل مباشر تَحَديِات هذا الاضطراب، بالإضافة إلى خُبراء سريريين، وباحثين معروفين عالجوا الأشخاص الذين يعانون من الوسواس القهري.
وفي أواخر عام 2009، تَمّ إطْلاق مَوقع شَبَكي مُصَمّم حديثاً، يَتَضمن روابط لمواقع الشبكات الاجتماعية بما في ذلك فيسبوك وتويتر ويوتيوب. كما لا يَزال المَوْقع الإلكتروني مصدِرًا للمعلومات حول الوِسْواس القَهْري والاضطرابات ذات الصلة، والعلاج الفعّال، وقاعِدَة بيانات تضم 250 مَجموعة دعم، و1000 من مُقَدمي العلاج، وبَرامج العلاج المُكَثفة للوِسْواس القَهْري التي تزيد عن 30. بالإضافة إلى ذلك، في ربيع عام 2010، أطلقت المُنَظمة مركز اكتناز افتراضي. وفي عام 2010، استضافت المؤسسة مؤتمرها السنوي السابع عشر. وحضر هذا العام أكثر من 1000 شخص، بما في ذلك أولئك الذين يعانون من الوِسْواس القَهْري وأفراد أُسَرِهم والمِهنيين في مجال العلاج والباحثين. وتُواصل المنظمة توزيع النشرات الإخبارية الفصلية، وتَوفير ثلاثة معاهد للتدريب على العلاج السلوكي في جميع أنحاء البلاد سنويا، كما تُواصِل تمويل البحوث المتعلقة بالوِسْواس القَهْري.
وَتَشمل المُبادَرات الإضافية التّي تَبَنتها المُنَظَمة هذا العام أَوْلَوية تَجْديد وتحديث برنامج «الوِسْواس القَهْري في الفصول الدراسية»، وإطلاق موقع الوِسْواس القَهْري للأطفال، وتَعْزيز الوَعْي مِنْ خلال فَعاليات أسبوع الوِسْواس القَهْري للتوعية، وبِناء وتَطوير الموارِد الدّولية للأفراد الذين يعانون من الوِسْواس القَهري في جميع أنحاء العالم.